# Liubarka, Baștanka
Liubarka (în ucraineană Любарка) este un sat în comuna Kașpero-Mîkolaiivka din raionul Baștanka, regiunea Mîkolaiiv, Ucraina.

## Demografie
Componența lingvistică a localității Liubarka
     Ucraineană (100%)
Conform recensământului din 2001, toată populația localității Liubarka era vorbitoare de ucraineană (100%).